# Grčki rat za neovisnost
Grčki rat za neovisnost (znan i kao Grčka revolucija) (grčki: Ελληνική Επανάσταση Elliniki Epanastasi; turski: يونان عصياني Yunan İsyanı) bio je rat za neovisnost koji su vodili grčki revolucionari od 1821. do 1829., uz pomoć velikih europskih sila, protiv Osmanskog Carstva, kojem su u pomoć pritekli njegovi vazali, Egipatski Kedivat.

## Ustanak

### Prvo razdoblje rata (1821. – 1824.)
Ustanku je prethodilo osnivanje tajne revolucionarne organizacije Filiki Eteria – Heterija (grčki: Φιλική Εταιρεία, Društvo prijatelja) 1814. u Odesi, gradu s brojnom grčkom zajednicom. Organizaciju su osnovali grčki nacionalisti; N.Skoufas, 
E. Xanthos i A. Tsakalov s ciljem oslobođenja Grčke od Osmanskog Carstva. Godine 1818. Heterija se preselila u Carigrad. Uz pomoć mnogobrojnih Grka, i grčkih iseljenika koji su živjeli u emigraciji (Velika Britanija, Amerika, Italija), kao i uz pomoć tadašnjih velikih sila (Britanija, Francuska, Rusija) Heterija je radila na organizaciji ustanka grčkog naroda.
Ustanak u je izbio  6. ožujka 1821. u dunavskom kraju kada je Aleksandros Ipsilantis (gr. Αλέξανδρος Υψηλάντης) predsjednik Heterije, sa svojim odredom od 2000 ljudi, sastavljenim većinog od grčkih dragovoljaca koji su bili na službi u ruskoj carskoj vojsci, prešao rijeku Prut i ušao na teritorij Osmanskog Carstva u današnjoj Moldaviji i podigao ustanak u gradu Iaşiju. Njegov ustanak je vrlo brzo razbijen od strane turskih snaga.
Ustanak je u međuvremenu, 17. ožujka 1821., izbio i na Južnom Peloponezu (Moreji), kada su ustanici iz grada Areopolija objavili rat Turcima. Njihova je vojska, pod komandom Petrosa Mavromichalisa, napala i osvojila poslije dvodnevne borbe, 21. ožujka, grad Kalamatu.
Veliki poticaj ustanku na Peloponezu zbio se 25. ožujka 1821. kada je patrijarh grada Patrasa, Germanos, blagoslovio zastavu ustanika u manastiru Velika Lavra (Agia Lavra) na planini Helmos. Ovaj dan ima simboličko značenje u Grčkoj te se on se slavi kao Dan državnosti. U sljedeća tri mjeseca ustanak je zahvatio cijeli Peloponez, dobar dio kontinentalne Grčke, otok Kretu, Cipar i još neke egejske otoke. Ustanici su uspjeli pod vodstvom Teodorosa Kolokotronisa zauzeti tadašnji glavni grad osmanskog Peloponeza, Tripoli. Time je otpočelo prvo razdoblje rata za nezavisnost Grčke (1821. – 1824.) u kojem ustanici nižu uspjehe uz pomoć europskih dobrovoljaca i podršku velikih sila. Dana 22. siječnja 1822. ustanici u Epidauru proglašuju nezavisnost, donose prvi grčke ustav i osnivaju prvu vladu na čelu s Dimitrijem Ipsilantisom.
Nakon toga otpočeli su međusobni sukobi između ustanika, zbog rivalstva nad kontrolom oslobođenih teritorija i borbe za vodstvo u budućoj vlasti. Te razmirice su prerasle u građanski rat između ustanika koji se razbuktao u dva navrata 1823. – 1824. i 1824. – 1825. Ovi sukobi imali su podlogu i u odnosu velesila i podozrivosti Velike Britanije na tadašnju Carsku Rusiju i njezin utjecaj na pravoslavne ustanike Grčke. 

### Drugo razdoblje rata (1824. – 1827.)
Turcima je u pomoć pristigla izvježbana vojska egipatskog paše Mehmeta Alija koji je poslao svog brata Ibrahima s 10.000 pješaka i 1000 konjanika. Njihova vojska je posve izmijenila položaj na ratištu. 
Nakon 12 mjeseci opsade, pao je 22. travnja 1826. grad Mesolongi u ruke Ibrahim paše. Masakr i sužanjsto preostalih grčkih branjenika (od toga 3000 – 4000 žena i djece) izazvali su brojne reakcije solidarnosti po cijeloj Europi. Nakon toga Turci ulaze u Atenu, a nedugo je zatim i čitava kopnena Grčka ponovno pod njihovom vlašću.

### Treće razdoblje rata (1827. – 1829.)
Uz podršku Velikih sila, 1827. održana je narodna skupština godine u Troezeneu. Ova je skupština donijela novi ustav i izabrala za predsjednika vlade grofa Kapodistrija. Nakon turskog odbijanja zahtjeva Velike Britanije, Francuske i Rusije da Grčkoj da autonomiju, saveznici su se počeli otvoreno uključivati u sukob. 
Nakon vijest da zajednička egipatsko-turska flota plovi prema otoku Hidra, saveznici su uputili zajedničku flotu koja je trebala presresti osmanske brodove. Nakon tjedan dana mira u zaljevu kod grada Navarina, zbila se pomorska bitka u kojoj je potpuno razbijena tursko-egipatska flota. 
Nakon toga Francuska je na Peloponez poslala jedan ekspedicijski korpus pod zapovijedanjem Nicolasa Josepha Maisona, koji se iskrcao na Peloponezu 30. kolovoza 1828. kod mjesta Petalidi. Ovaj je korpus pomogao ustanicima izbaciti egipatske postrojbe s Peloponeza do 30. listopada. Rusija je službeno objavila rat Turskoj, i počela s napadima na njezine sjeverne granice.
Ustanici su htjeli tijekom 1828., prije potpisivanja primirja, zauzeti što više ozemlja središnje Grčke. Posljednja veća bitka ovog rata odvila se kod mjesta Petra, u sjevernoj Atici. Ovaj su pus dobro uvježbani i opremljeni, grčki ustanici pod vodstvom Dimitrija Ipsilantisa, napali i porazili trupe Aslan-bega. Poražena turska strana morala je u zamjenu za siguran prolaz iz središnje Grčke, napustiti čitavo područje od mjesta Livadeia do rijeke Spercheios.
Uslijed poraza u Rusko-turskom ratu 1828. – 1829., Porta je pristala na Savezničke zahtjeve za autonomijom Grčke, koji su prethodno dogovarani 1827. i 1829. u Londonu. Turska je potpisivanjem mira u Drinopolju 1829. morala priznati ograničenu nezavisnost Grčke.
U svibnju 1832. god., održana je Londonska konferencija na kojoj su Velike sile (Ujedinjeno Kraljevstvo, Francuska i Carska Rusija) ponudile grčko kraljevsko prijestolje bavarskom princu Ottu von Wittelsbachu, bez da su Grke uopće pitali za mišljenje.
Dana 21. srpnja 1832., diplomatski su predstavnici Velikih sila pri Visokoj Porti u Carigradu potpisali s osmanskim predstavnicima Carigradski sporazum (1832.), kojim su utvrđene granice novonastale Kraljevine Grčke.

### Povijesne okolnosti ustanka
Grčki je rat za neovisnost bio samo jedan u nizu ustanaka protiv osmanske vlasti. Prvi se značajniji ustanak, s ciljem obnove Bizantskog Carstva zbio 1603. na Peloponezu (Morea). 
Cijelo XVII st. zbivale su se pobune protiv Turaka po Peloponezu i ostaloj Grčkoj; takvi su bili ustanci koje je vodio Dionizije Filozof 1600. i 1611. u Epiru. Osmanska vlast nad Peloponezom (Moreom) prekinuta je Morejskim ratom, za vrijeme kojeg je punih 30 godina poluotokom vladala Mletačka Republika. Prvi veći ustanak nakon toga bio je pod ruskim uplivom, takozvana Orlova pobuna, 1770. godine koja je ugušena brzo nakon početnih uspjeha. Nakon slamanja ustanka, tursko-albanske jedinice su terorizirale veliki dio kontinentalne Grčke. Za vrijeme Rusko-turskog rata 1787. – 1792., zajednica grčkih trgovaca iz Trsta opremila je manju flotu koju je vodio Lambros Katsonis, i poslala je u Grčku, gdje je ometala tursku plovidbu. To je istovremeno povećalo i broj hajduka i drugih odmetnika po Grčkoj.
Istovremeno su brojni Grci bili najviši osmanski carski dužnosnici i uživali brojne privilegije. Grčki svećenici kontrolirali su sve poslove pravoslavne crkve preko Carigradske ekumenske patrijaršije. Tako su oni, uz pomoć osmanskog upravnog sistema podjele na milete vladali nad svim pravoslavnim podanicima.
Školovani i utjecajni članovi velike grčke dijaspore imali su veliku ulogu u pripremi grčkog ustanka, širenjem ideja Francuske revolucije i snaženjem nacionalnog osjećanja, takvi su bili Adamantios Korais i Anthimos Gazis.
Mučka smrt pjesnika Rige od Fere imala je veliki utjecaj na nacionalno buđenje Grka. On je u svojim pjesmama, a i pisanjem po tadašnjim novinama, nagovještao potrebu velikog ustanka balkanskih naroda.
Slika Eugene Delacroixa, inspirirana turskim masakrom nad stanovništvom otoka Hija, imala je veliki utjecaj na europsko javno mijenje i pridonijela uspjehu ustanka.
Veliki engleski pjesnik Byron, uložio je sav svoj imetak, slavu i ugled za uspjeh grčkog ustanka. On je organizirao prikupljanje pomoći, slanje brodova u Grčku te je na kraju je umro od groznice u Mesolongiju 1824.

## Masakri za vrijeme ustanka
Odmah po izbijanju ustanka, otpočeli su i krvavi osvetnički masakri nad nedužnim civilima koje su činile obje strane.
Grčki revolucionari masakrirali su Turke, Muslimane i Židove, mahom žitelje Peloponeza i Atike gdje su grčke snage bile jače i gdje su žrtve poistovjećivali s osmanskom vlašću. S druge pak strane Turci su masakrirali Grke po Anatoliji, Kreti, Carigradu i po Egejskim otocima. 
Najpoznatiji od tih masakara s Turske strane su Pokolj na Hiju i Razaranje Psare, a s grčke strane to su Opsada Tripolica i Navarinski masakr. Kao žrtva neobuzdanih ratnih strasti pao je ekumenski patrijarh Carigrada Grgur V. obješen u pobuni turskih stanovnika. 

## Vanjske poveznice
- Grčki rat za neovisnost

Sestrinski projekti
|  | Zajednički poslužitelj ima još gradiva o temi Grčki rat za neovisnost |